# The Downeaster ‘Alexa’
The Downeaster ‘Alexa’ ist ein Rocksong des US-amerikanischen Singer-Songwriters Billy Joel. Das von Joel geschriebene Stück erschien 1990 auf seinem elften Studioalbum Storm Front und wurde als Single ausgekoppelt. 

## Produktion
Joel komponierte und textete den Song; produziert wurde die Aufnahme von Mick Jones. Die Single erschien im April 1990 bei Columbia Records mit dem Stück And So It Goes auf der B-Seite. Das zugehörige Musikvideo entstand unter der Regie von Andy Morahan.
Der Liedtext zu The Downeaster ‘Alexa’ ist in englischer Sprache verfasst. Das Tempo beträgt 90 Schläge pro Minute. Die Tonart ist a-Moll. Der Name des Bootes, ‘Alexa’, wurde nach Joels erstgeborene Tochter Alexa Ray gewählt.

## Inhalt
Das lyrische Ich des Liedes ist ein verarmter Fischer vor Long Island, dem es wie vielen seiner Berufskollegen immer schwerer fällt, über die Runden zu kommen und sein Schiff zu behalten, ein Bootstyp, der als Down Easter  bekannt ist. Der Fischer besingt die Erschöpfung der Fischbestände („I know there's fish out there, but where God only knows.“) und die Umweltvorschriften („Since they told me I can't sell no stripers.“), die es für Männer wie ihn schwer macht zu überleben, vor allem seit der Umwandlung seiner Heimatinsel in eine teure Sommerkolonie für die Wohlhabenden („There ain't no Island left for Islanders like me“). Der Liedtext nimmt Bezug auf ein Gebiet vor der Südküste Neuenglands in den Vereinigten Staaten mit Orten wie Block Island Sound (einer Meerenge im Atlantik), Martha’s Vineyard, Nantucket, Montauk und Gardiners Bay.

## Deutschsprachige Adaption
Der deutsche Liedermacher Gerhard Gundermann griff die Melodie des Liedes für eine Live-Version seines eigenen Songs Brigitta auf, welcher eine ähnliche Grundthematik hat. Bei der besungenen Brigitta handelt es sich jedoch nicht um ein Boot, sondern um eine Grube, deren Betrieb aus wirtschaftlichen Gründen eingestellt wird. Gundermann war auch während seiner Karriere als Musiker als Baggerfahrer im Tagebau Spreetal berufstätig und dokumentierte den Niedergang dieses Wirtschaftszweigs nach der deutschen Wiedervereinigung musikalisch. 
Das lyrische Ich erzählt von seinem Leben als Bergmann im Tagebau. Da der Abbau nun jedoch eingestellt wird und er nie etwas anderes gelernt hat, sieht er sich mit seiner eigenen Perspektivlosigkeit konfrontiert. Seine Frau will deshalb die Region verlassen und einen Neustart versuchen, der Bergmann fühlt sich seiner Heimat jedoch zu sehr verbunden, als dass er sie verlassen möchte.

## Rezeption

### Charts und Chartplatzierungen
| ChartsChartplatzierungen       | Höchstplatzierung | Wochen |
| ------------------------------ | ----------------- | ------ |
| Vereinigtes Königreich (OCC)   | 76 (4 Wo.)        | 4      |
| Vereinigte Staaten (Billboard) | 57 (8 Wo.)        | 8      |

### Verkäufe
| Land/Region               | Auszeichnungen für Musikverkäufe (Land/Region, Auszeichnung, Verkäufe) | Verkäufe |
| ------------------------- | ---------------------------------------------------------------------- | -------- |
| Vereinigte Staaten (RIAA) | Gold                                                                   | 500.000  |
| Insgesamt                 | 1× Gold ·                                                              | 500.000  |

Hauptartikel: Billy Joel/Auszeichnungen für Musikverkäufe